# بیت برش

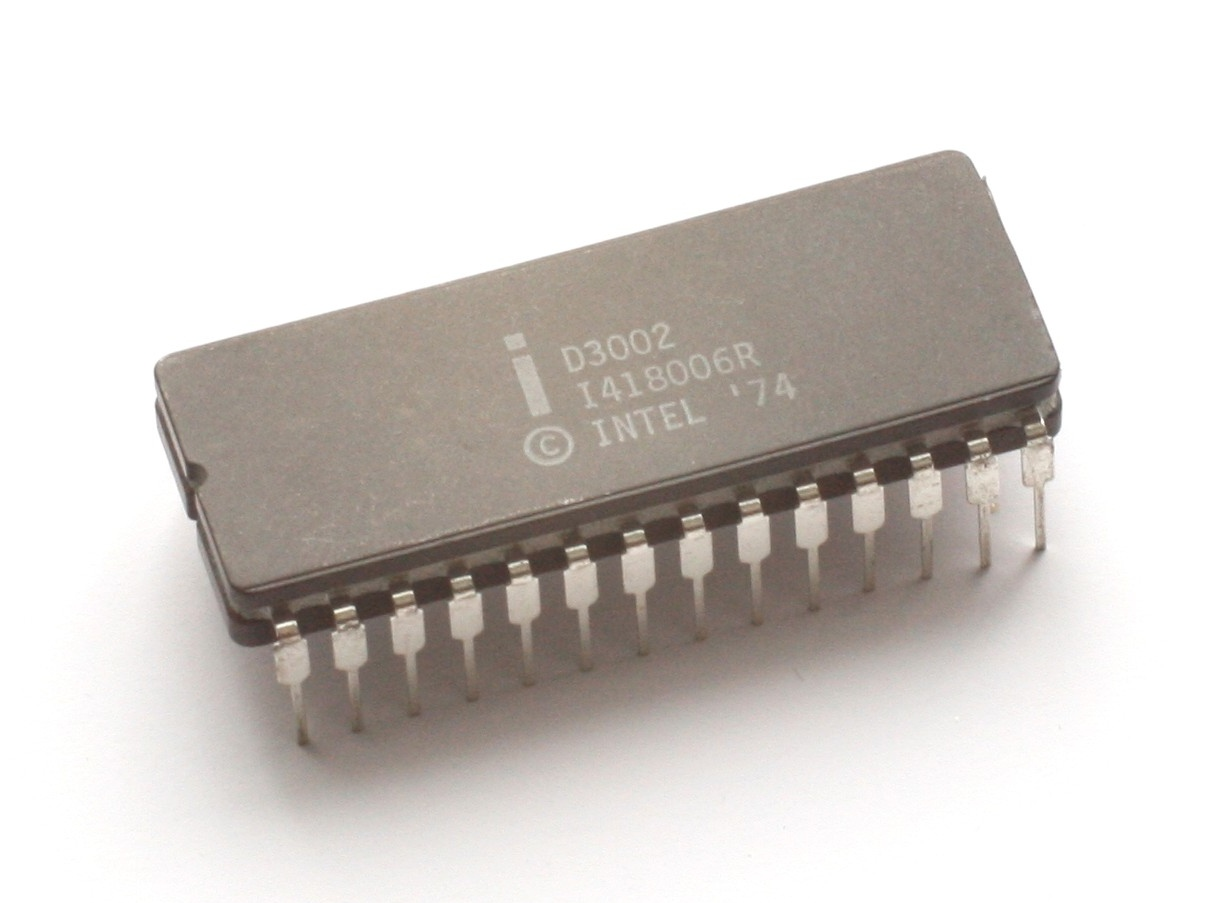
برش قطعه‌ای

بیت برش یا برش قطعه‌ای (Bit Slicing)، یک روش ابتکاری در طراحی و ساخت پردازنده‌ها و سیستم های دیجیتال است که به توسعه سیستم‌های پیچیده از مولفه‌ های کوچکتر و ساده‌تر می‌پردازد. این روش که نخستین‌بار در دهه ۱۹۸۸ میلادی معرفی شد، امکان ساخت پردازنده‌هایی با توانایی انجام عملیات محاسبات پیچیده را با استفاده از مدارهای ساده‌تر فراهم می‌آورد.

## پیشینه
در دهه ۱۹۶۰، مهندسان به دنبال راهکارهایی برای بهبود عملکرد و کاهش هزینه‌های ساخت پردازنده ها بودند. با رشد سریع نیاز به پردازنده‌های قدرتمندتر، برش قطعه‌ای به عنوان یک روش نوآورانه مطرح شد که اجازه می‌داد تا پردازنده‌هایی با قابلیت سفارشی‌سازی بالا و عملکرد بهینه‌تر تولید شوند. یکی از اولین و برجسته‌ترین کاربردهای این روش در پردازنده‌های شرکت تگزاس اینسترومنتس و ای‌ام‌دی بود که از مدارهای مجتمع با پهنای باند (پردازش)کوچک‌تر برای ساخت پردازنده‌های ۸ بیتی و ۱۶ بیتی استفاده کردند.

## مفهوم و ساختار
در روش برش قطعه‌ای، به جای طراحی یک پردازنده بزرگ و پیچیده به‌صورت یکپارچه، پردازنده به چندین ماژول کوچکتر تقسیم می‌شود که هر کدام مسئول پردازش بخشی از بیت‌های داده هستند. این ماژول‌ها یا «برش‌ها» به‌طور موازی کار می‌کنند تا عملیات محاسباتی را بر روی کل بیت‌ها انجام دهند. هر برش می‌تواند به‌طور مستقل توسعه یافته و سپس به سایر برش‌ها متصل شود تا یک پردازنده کامل را تشکیل دهد.

### اجزای کلیدی
1. واحدهای پردازش قطعه‌ای (Slice Processing Units): این واحدها مسئول پردازش بخشی از بیت‌های داده هستند. هر واحد معمولاً شامل مدارهای منطقی ساده‌ای مانند AND, OR, XOR، و غیره می‌شود.
2. واحدهای کنترل و ارتباط (Control and Communication Units): این واحدها وظیفه هماهنگی و کنترل عملیات بین برش‌های مختلف را بر عهده دارند. آنها همچنین وظیفه تبادل داده‌ها بین برش‌ها و حافظه سیستم را به عهده دارند.
3. ۳. مدارهای میانگیر (Intermediate Circuits) : این مدارها برای هماهنگی و تنظیم عملیات بین برش‌ها استفاده می‌شوند و اطمینان حاصل می‌کنند که داده‌ها به درستی بین واحدهای پردازش انتقال می‌یابند.

### مزایای برش قطعه‌ای
1. سفارشی‌سازی بالا: برش قطعه‌ای اجازه می‌دهد تا سیستم‌های پردازشی با توجه به نیازهای خاص و ویژگی‌های مورد نظر طراحی شوند. این امکان وجود دارد که با تغییر تعداد و نوع برش‌ها، قابلیت‌ها و عملکرد سیستم را بهبود بخشید.
2. افزایش کارایی: با پردازش موازی داده‌ها، برش قطعه‌ای می‌تواند عملکرد سیستم را افزایش دهد و زمان پردازش را کاهش دهد. این روش به ویژه در کاربردهایی که نیاز به پردازش سریع داده‌ها دارند، مفید است.
3. انعطاف‌پذیری طراحی: به دلیل اینکه هر برش به‌طور مستقل طراحی و توسعه می‌یابد، تغییر و بهبود بخش‌های مختلف سیستم به راحتی امکان‌پذیر است. این ویژگی باعث می‌شود که توسعه‌دهندگان بتوانند با سرعت بیشتری به بهبود و توسعه سیستم‌ها بپردازند.
4. هزینه تولید کمتر: با استفاده از مدارهای کوچکتر و ساده‌تر، هزینه تولید پردازنده‌ها و سیستم‌های دیجیتال کاهش می‌یابد. این روش همچنین به کاهش پیچیدگی‌های تولید و تست سیستم‌ها کمک می‌کند.

## جزئیات عملیاتی
برش قطعه‌ای معمولاً شامل قسمتی به نام واحد محاسبه و منطق است ، و دارای ۴٬۲٬۱ یا ۸ خط کنترلی است. این شامل سیگنال‌های داخلی کری یا سربار پردازنده‌های بدون برش بیتی است.
برای مثال دو تراشه چهار بیتی واحد کنترل می‌توانند در کنار هم یک واحد کنترل ۸ بیتی ایجاد کنند. به همین صورت چهار تراشهٔ چهار بیتی واحد کنترل می‌توانند یک واحد ۱۶ بیتی و هشت تراشه چهار بیتی می‌تواند یک واحد ۳۲ بیتی را بسازند. طراح می‌تواند با استفاده از این برش‌ها واحدهای منطقی بزرگتری ایجاد کند.
همچنین از یک توالی‌گر میکرو یا کنترل رام برای اجرای منطق به منظور فراهم‌کردن داده و کنترل سیگنال‌ها استفاده می‌شود، تا عملکرد مؤلفه‌های واحد محاسبه و منطق را تنظیم کند. برای نمونه، یک مؤلفه توالی‌گر برش بیت در خانواده اینتل ۳۰۰۰ بار قابل دیدن است. 

## تاریخچه
برش بیتی در گذشته به این نام شناخته نمی‌شد. درگذشته از آی‌سی‌هایی با مقیاس بزرگ در کامپیوتر‌ها استفاده می‌شد. (پردازنده‌های امروزی آی‌سی‌هایی با مقیاس بسیار بزرگ دارند). نخستین بیت برش با نام EDSAC2 در دانشگاه کمبریج، آزمایشگاه ریاضیات در سال ۱۹۵۶ ساخته شد.
از اواسط دهه ۱۹۷۰ تا اواخر دهه ۱۹۸۰، مباحثی در مورد نیاز به پهنای باند مناسب برای اجرای توابع پیچیده در رایانه‌ها مطرح بود. در این دوره، فناوری تراشه‌های سیلیکونی بسیار پرهزینه‌تر از امروز بود و استفاده از واحدهای حساب و منطق چندگانه به‌عنوان راهکاری ساده‌تر و ارزان‌تر برای افزایش کارایی و قدرت محاسباتی در نظر گرفته می‌شد. این بحث‌ها همزمان با معرفی و توسعه معماری‌های ۳۲ بیتی، مانند پردازنده‌ی #تغییرمسیر Motorola 68000 که در سال ۱۹۷۹ عرضه شد، شدت یافت. این پردازنده با وجود استفاده از گذرگاه داده و مسیرهای داخلی ۱۶ بیتی، طراحی ۳۲ بیتی را در مدل برنامه‌نویسی خود معرفی کرد. همچنین، پردازنده‌های دیگری مانند BELLMAC-32A از AT&T و iAPX 432 از Intel، هر یک با قابلیت‌ها و نقاط قوت و ضعف خاص خود، به این تحول کمک کردند و زمینه‌ساز توسعه سیستم‌های محاسباتی پیشرفته‌تری در آن دوران شدند.

مین فریم یونیوک ۱۱۰۰، دارای معماری ۳۶ بیتی بود. مدل ۱۱۰۰/۶۰ که در سال ۱۹۷۹ معرفی شد، از ۹ تراشه موتورولا ۱۰۸۰۰ چهار بیتی استفاده کرد تا پهنایی را که مدارات مجتمع مدرن نیاز داشتند، پشتیبانی کند.
در آن زمان که پردازنده‌های ۱۶ بیتی متداول اما گران‌قیمت بودند پردازنده‌های ۸ بیتی مانند میکروپروسسور z80 به‌صورت گسترده‌ای مورد استفاده قرار می‌گرفتند.
ترکیب مؤلفه‌ها برای تولید محصولات برش بیت، به مهندسان و دانشجویان اجازه داد تا بتوانند کامپیوترهای قدرتمندتر و پیچیده‌تری بسازند که هزینه معقولانه‌تری داشته باشد. آن‌ها با استفاده از مؤلفه‌های off-the-shelf توانستند که پیکربندی سفارشی را بسازند.
زمانی که به‌طور مداوم برش پلاسما پیشرفت می‌کرد، اولین دستگاه برش لیزری فلز برای استفاده در ایالات متحده و تورنتو در سال ۱۹۶۵ طراحی شد. پس از آن مقاله‌ای از طرف شرکت بوئینگ در سال ۱۹۶۹ در رابطه با برش پلاسما منتشر شد.
پیچیدگی ساخت معماری کامپیوتر‌های جدید به صورت چشم‌گیری کاهش پیدا کرد؛ زیرا جزئیات واحدهای حساب و منطق از قبل مشخص شده‌بود. مزیت اصلی برش بیت این بود که از لحاظ اقتصادی باعث شد که بتوان پردازنده‌های کوچک‌تری با استفاده از ترانزیستورهای دوقطبی ساخت؛ همچنین بسیار سریع‌تر از ترانزیستورهای سیماس یا NMOS بود؛ و اجازه می‌داد تا جایی که سرعت نیازمند است نرخ کلاک بالاتر برود.

## استفاده امروزی
واژهٔ برش بیت توسط متیو کوان (Matthew Kwan) ابداع شد؛ این روش از تکنیک‌های اهداف کلی واحد پردازش مرکزی (به انگلیسی:CPU) استفاده می‌کند تا بتوان چندین ماشین مجازی ساده موازی شده را اجرا کرد. این کار به وسیله دستورهای منطقی کلی بر روی ماشین‌های مبتنی بر یک دستور چند داده‌ای انجام می‌گیرد، این تکنیک همچنین با نام SWAR شناخته می‌شود.